# Haute École libre de Bruxelles - Ilya Prigogine
 (juin 2019).
 (septembre 2011).
Si vous disposez d'ouvrages ou d'articles de référence ou si vous connaissez des sites web de qualité traitant du thème abordé ici, merci de compléter l'article en donnant les références utiles à sa vérifiabilité et en les liant à la section « Notes et références ».
La Haute École libre de Bruxelles – Ilya Prigogine (HELB-IP) est une Haute Ecole belge établie à Bruxelles qui est né du regroupement de plusieurs instituts: l'ILB, l'ISCAM, l'E-I ULB, l'INRACI ainsi que l'EOS.  
Elle fait partie de l'enseignement supérieur libre non confessionnel, et est adossée à l'ULB depuis 2018. Son pouvoir organisateur est l'ASBL (Association Sans But Lucratif) Prigogine, qui gère également un autre établissement d'enseignement supérieur : l'Institut Ilya Prigogine (IIP), établissement de promotion sociale. 

## Trois campus
Les cours sont dispensés sur trois campus : 

### Le campus Erasme
Le campus Erasme est situé à l’extrémité sud-ouest de la Région Bruxelloise, sur la commune d’Anderlecht, à quelques mètres du Brabant flamand. Il accueille les départements « Santé » et « Social », ainsi que les formations dispensées par l’Institut Ilya Prigogine.
Le département Santé propose les formations suivantes:
Bacheliers:
- Ergothérapie
- Hygiène bucco-dentaire
- Orthoptie
- Podologie
- Sage-femme
- Soins infirmiers
- Technologue en imagerie médicale
- AEJE
- Spécialisations

Masters:
- Kinésithérapie
- Sciences infirmières (MSI Brussels)

Le département social propose un Bachelor Assistant social et un Bachelor en Ecologie sociale.

### Le campus de la Plaine
Le Campus de la Plaine accueille le département Technologies et Economie, à savoir les bacheliers en Informatique: développement d'application et en Electronique appliquée, ainsi que les master en Facility Management et en Cybersécurité. Ce Campus héberge également l’administration centrale.

### Le campus Reyers
Le Campus est situé sur le site de la RTBF, média national, ce qui explique que ce site ne soit accessible que sur autorisation. Pour accéder au campus, il faut un badge ou une autorisation d’accès. Le campus Reyers accueille les cursus Photographie, Cinématographie et Relations publiques.